# Tityus columbianus
Espèce
Synonymes
- Phassus columbianus Thorell, 1876

Tityus columbianus est une espèce de scorpions de la famille des Buthidae.

## Distribution
Cette espèce se rencontre en Colombie et en Équateur.

## Description
La femelle holotype mesure 32 mm.

## Systématique et taxinomie
Cette espèce a été décrite sous le protonyme Phassus columbianus par Thorell en 1876. Elle est placée dans le genre Tityus par Pocock en 1897.

## Publication originale
- Thorell, 1876 : « On the classification of Scorpions. » Annals and Magazine of Natural History, sér. 4, vol. 4, p. 1-15 (texte intégral).